# نبتة بوسيدون
نبتة بوسيدون (الاسم العلمي: Posidonia) هي جنس من نباتات تتبع فصيلة البوسيدونية من رتبة المزماريات. وهو نوع من النباتات البحرية موجودة في البحر الأبيض المتوسط وحول الساحل الجنوبي لاسترالي وتستعمل كعازل حراري جيد. هذا الجنس من الاعشاب مهدد بالاندثار في كثير من المناطق.
نبتة بوسيدون هي نباتات مزهرة (باديات الزهر) تنتمي إلى تحت مملكة النباتات الوعائية (قسم كاسيات البذور) وخصائصها الرئيسية هي كما يلي:
- أوراق لسينية مع وجود خلايا التانين،
- جذمور أحادي، سميك، مع قواعد أوراق دائمة الخضرة،
- زهور ثنائية الجنس.

## أنواع نبتة بوسيدون
- نبتة بوسيدون رفيعة الأوراق
- نبتة بوسيدون الجنوبية
- نبتة بوسيدون الجليدية
- نبتة بوسيدون الدنهاتوغية
- نبتة بوسيدون الكيركمانية
- نبتة بوسيدون المحيطية
- نبتة بوسيدون الأوستنفلدية
- نبتة بوسيدون الروبرتسونية
- نبتة بوسيدون المتموجة